# Ceratocilia gilippusalis
Ceratocilia gilippusalis is een vlinder uit de familie van de grasmotten (Crambidae), uit de onderfamilie van de Spilomelinae. De wetenschappelijke naam van deze soort is voor het eerst gepubliceerd in 1859 door Francis Walker.
Deze soort komt voor in Brazilië.